# Чубатий Дем'ян Михайлович
Дем’ян Михайлович Чубатий (нар. 16 березня 2004, Овруч, Житомирська область, Україна) — український футболіст, захисник юнацького складу «Олександрії».

## Життєпис
Народився в місті Овруч, Житомирська область. Вихованець місцевої ДЮСШ та академії київського «Динамо».
У липні 2021 року перебрався до юнацької команди «Олександрії». У футболці першої команди дебютував 26 жовтня 2021 року в переможному (5:2) виїзному поєдинку 1/8 фіналу кубку України проти харківського «Металіста 1925». Дем'ян вийшов на поле на 80-ій хвилині, замінивши малійця Бурама Фомба.